# 1197年
| 千纪： | 2千纪 |
| 世纪： | 11世纪 \| 12世纪 \| 13世纪                                                                                             |
| 年代： | 1160年代 \| 1170年代 \| 1180年代 \| 1190年代 \| 1200年代 \| 1210年代 \| 1220年代                                       |
| 年份： | 1192年 \| 1193年 \| 1194年 \| 1195年 \| 1196年 \| 1197年 \| 1198年 \| 1199年 \| 1200年 \| 1201年 \| 1202年             |
| 纪年： | 丁巳年（蛇年）；西夏天慶四年；金承安二年；西辽天喜二十年；南宋慶元三年；大理定安三年；越南天資嘉瑞十一年；日本建久八年 |

## 大事记
- 韓侂冑將趙汝愚、朱熹及其同情者定為「逆黨」，與他們有關係的人既不准為官，又不能參加科舉，是為「慶元黨禁」，直到1202年才開弛黨禁。
- 高麗權臣崔忠獻廢高麗明宗，擅自改立明宗弟高麗神宗。
- 蔑兒乞部的首領脫黑脫阿在色楞格河附近的莫那察山被鐵木真擊敗。
- 萊昂王國國王阿方索九世與堂兄卡斯蒂利亞國王阿方索八世的女兒貝倫加利亞結婚，奠定萊昂王國和卡斯蒂利亞王國合併的基礎。
- 古爾王朝佔領了原本向西遼納貢的巴爾赫，停止了該城向西遼繳納貢賦，並借巴格達哈裡發的名義向周邊地區擴張，與西遼的附庸國花剌子模發生衝突。

## 逝世
- 亨利六世（1165年－1197年，32岁），德意志國王、神聖羅馬帝國皇帝及西西里國王。